# Sŏngch'ŏn
El riu Sŏngch'ŏn (en coreà: 성천강) desemboca en un estuari a la Mar Oriental de Corea a Hungnam (Corea del Nord). La ciutat de Hamhung es troba al seu marge esquerre.